# Garda Síochána
Garda Síochána na hÉireann (irlandese: Guardia della Pace dell'Irlanda), comunemente chiamata An Garda Síochána (pronuncia [ˈɡɑːrdə ˈʃiːxɑːnə] o [ʃiːˈxɑːnə]) o più semplicemente Garda, è il corpo di polizia della Repubblica d'Irlanda.
Il corpo è stato creato nel 1922, a poche settimane dall'indipendenza del Paese, e inizialmente assunse il nome di Civic Guard (guardia civica).
I suoi membri sono genericamente chiamati Gardaí ([ˈɡɑːrdiː] o [ɡɑːrˈdiː]), e il loro quartier generale si trova a Dublino, nel Phoenix Park.

## Organizzazione
Al comando della Garda c'è un Commissioner (commissario) di nomina governativa, i cui immediati sottoposti sono due Deputy Commissioners (Vicecommissari), uno per la Gestione Strategica e delle Risorse, l'altro per le Operazioni. Il primo Vicecommissario, dunque, si occupa dell'organizzazione del corpo a livello nazionale per quanto concerne le risorse economiche, la logistica e i rifornimenti, mentre il secondo lavora alle indagini criminali e si occupa del reclutamento. Ai loro ordini rispondono dieci Assistant Commissioners (Assistenti Commissari), di cui sei distribuiti per prefettura (Dublino, Est, Nord, Sud, Sud-Est e Ovest) e quattro in ruoli di supporto a livello nazionale. A essi si affianca un Amministratore civile, dello stesso livello di paga degli Assistenti Commissari.
A questi rispondono circa 25 Superintendents (Sovrintendenti), che si occupano delle Divisioni; ogni Divisione contiene un certo numero di Distretti, ognuno dei quali è gestito da un certo numero di Inspectors (Ispettori). Ogni distretto è suddiviso in Sottodistretti, al comando dei Sergeants (Sergenti).
Generalmente per ogni Sottodistretto è presente una Stazione della Garda, a cui fa capo una quantità di Gardaí a seconda dell'importanza della Stazione e del bacino d'utenza. La gran parte di questi mantiene il rango di Garda (Guardia, per l'appunto), l'equivalente del Constable nelle forze di polizia britanniche. Il rango più basso è quello degli Students (Studenti), i cui compiti variano sulla base dell'addestramento e dell'esperienza.
Esiste anche uno staff di supporto, circa 1000 civili di che si occupano di amministrazione, logistica, controllo, emergenze mediche (esiste anche un Ufficiale Medico Capo), information technology e ricerca scientifica, oltre a un certo numero di autisti, fotografi e insegnanti.
L'attuale Commissioner della An Garda Síochána è Jeremy Andrew Harris (Drew Harris).

## Una polizia senz'armi
Le pattuglie della Garda Síochàna non portano con sé armi da fuoco. Secondo un'antica tradizione locale, infatti, il normale servizio di polizia deve essere effettuato, in città come nelle campagne, da agenti in uniforme equipaggiati soltanto con un manganello di legno.

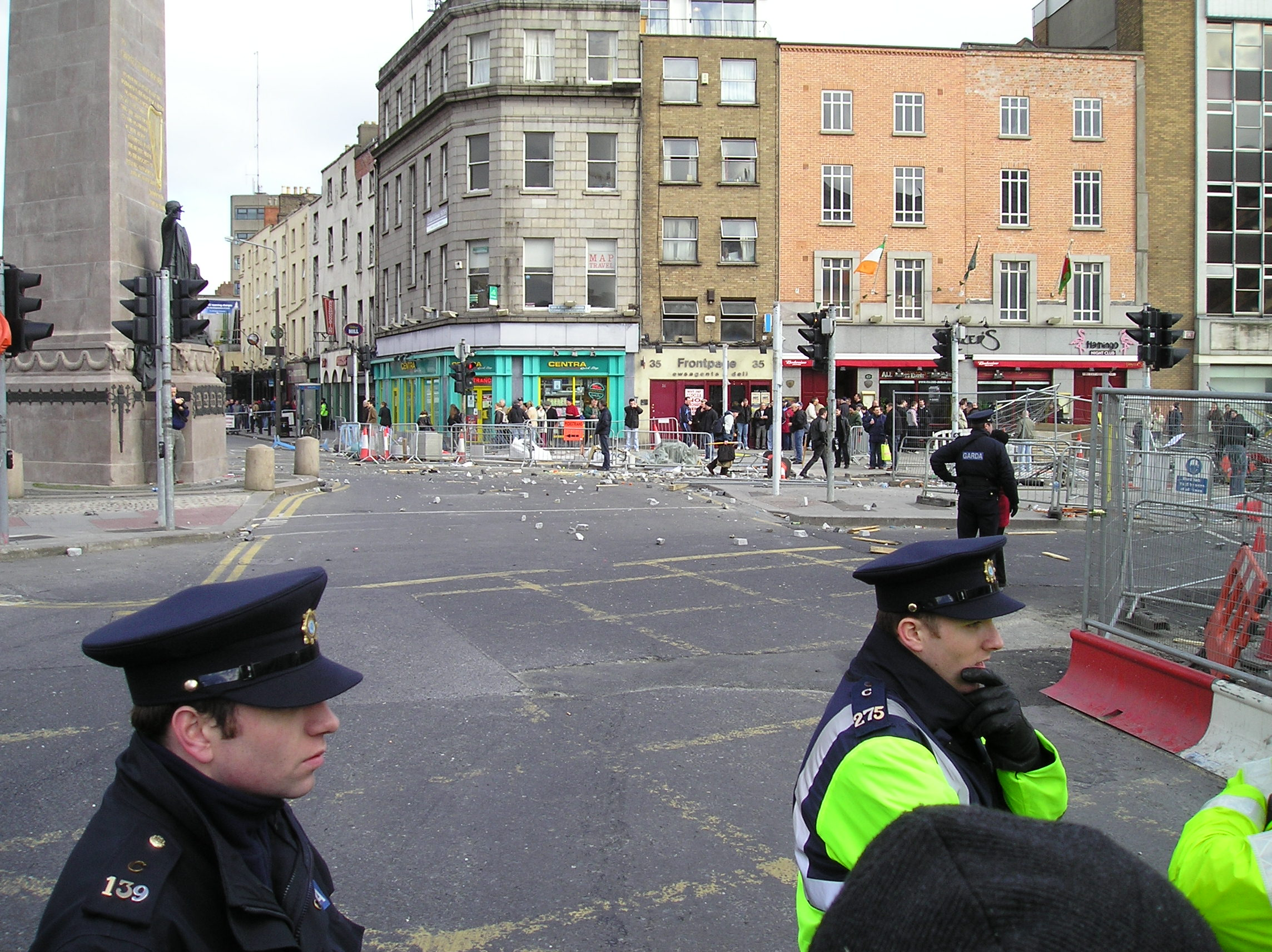
Gardaí al lavoro durante le proteste del 25 febbraio 2006 in O'Connell Street, a Dublino

Al momento della creazione, nel 1922, gli agenti della Garda portavano pistole d'ordinanza, ma ben presto il Governo Provvisorio decise di rimuovere le armi dalla dotazione della polizia. La svolta era epocale: gli agenti del Royal Ulster Constabulary, la controversa polizia dell'Irlanda del Nord, infatti, non poteva fare a meno di portare con sé le armi per mantenere l'ordine pubblico.
Nelle parole del primo Commissario della Garda, Michael Staines, TD, «la Garda Síochàna non prevarrà con la forza delle armi o del numero, ma con l'autorità morale che viene loro conferita dal servizio alla popolazione». Secondo lo storico irlandese Tom Garvin, una decisione del genere diede alla nuova polizia un vantaggio agli occhi di tutti: «il tabù di uccidere uomini e donne che potessero in qualche modo essere visti come spie o informatori».
Secondo un dossier governativo, oggi 3.000 agenti su 12.000 sono armati, e generalmente si tratta di agenti in borghese, o di pattuglie appositamente segnalate - il che include il corpo della Emergency Response Unit (gli SWAT irlandesi) e lo Special Branch, che si occupa di sicurezza nazionale. Nei circa 3.000 agenti armati, si annoverano anche la gran parte dei detective della polizia.
Le particolarità di una polizia che non si avvale di armi da fuoco si estendono anche ai veicoli: le automobili della Garda, infatti, sono ampiamente riconoscibili da lontano nella loro colorazione verde e blu, e non vengono in alcun modo modificate rispetto ai modelli di serie, se non per una leggera blindatura. Per ottenere dei vantaggi in termini di performance, le vetture vengono acquistate direttamente con motorizzazioni di alta gamma (come la Ford Mondeo 2.5 V6).

## Storia

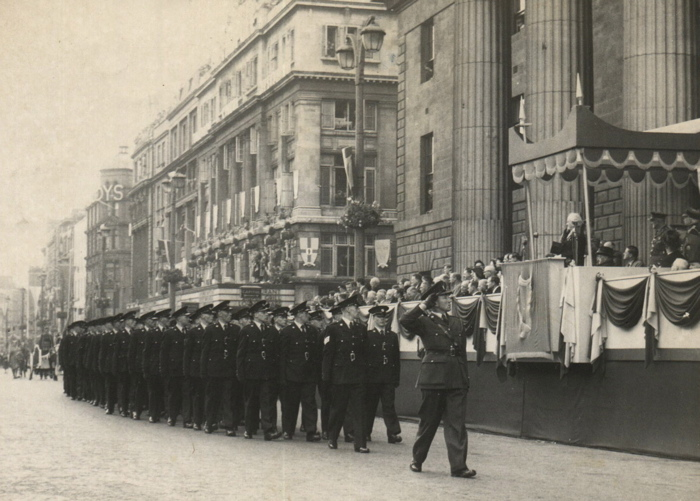
O'Connell Street, Dublino, 1954. Reclute della Garda onorano il Presidente della Repubblica d'Irlanda

La Civic Guard fu formata dal Governo Provvisorio nel febbraio 1922 per assumere l'incarico di controllo del neonato Stato Libero d'Irlanda. Di fatto, la Garda avrebbe sostituito il Royal Irish Constabulary e la Irish Republican Police. Nell'agosto 1922 la forza scortò Michael Collins al suo incontro con il Lord Luogotenente d'Irlanda al Castello di Dublino.

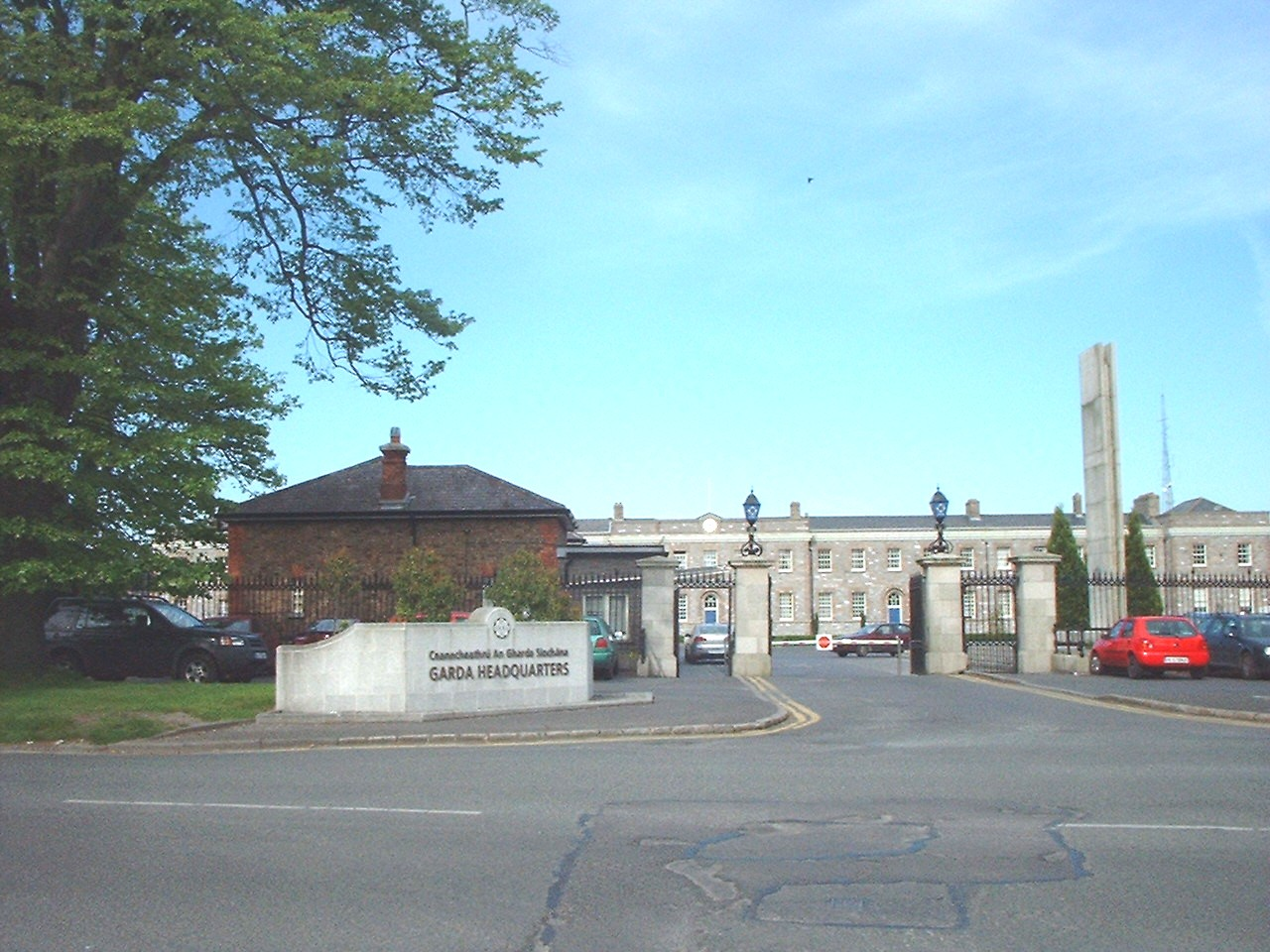
Il quartier generale della Garda, a Phoenix Park

Il Garda Síochána Act (noto anche come il Temporary Provisions Act) sancì la creazione dello Stato Libero d'Irlanda l'8 agosto 1923, provvisto di "una forza di polizia da chiamare e conosciuta come An Garda Síochána", La Civic Guard rientrava all'interno del provvedimento, che di fatto ribattezzava il corpo di polizia.
A Dublino rimase in servizio un corpo indipendente e distaccato, la Dublin Metropolitan Police (DMP), fino al 1925. In quell'anno il DMP si fuse con la Garda Síochána, e da allora essa è l'unica polizia in forza a quella che oggi è conosciuta come Repubblica d'Irlanda.

## Polemiche e scandali negli anni
Tradizionalmente la percezione che gli irlandesi hanno della Garda è decorosa, soprattutto se comparata a quella del Royal Ulster Constabulary; eppure, diversi scandali hanno danneggiato l'immagine positiva che il corpo ha saputo costruirsi negli anni.
Come molte polizie, la Garda è stata accusata di intimidazione, confisca di beni privati per farne uso improprio, tecniche d'interrogatorio irregolari, spergiuro, e altro.
Se da un lato molte segnalazioni non sono state provate, molte di esse sono state raccolte in diverse testimonianze poi portate in tribunale. Un totale di 1.173 lamentele ufficiali sono state avanzate dai cittadini contro i Gardaí nel 2005.